# Liste der denkmalgeschützten Objekte in Pulkau
Die Liste der denkmalgeschützten Objekte in Pulkau enthält die 67 denkmalgeschützten, unbeweglichen Objekte der niederösterreichischen Gemeinde Pulkau.

## Denkmäler
| Foto |                 | Denkmal                                                                                        | Standort                                                    | Beschreibung | Metadaten |
| ---- | --------------- | ---------------------------------------------------------------------------------------------- | ----------------------------------------------------------- | --- | --- |
| ja   | Datei hochladen | Ortskapelle HERIS-ID: 21258 Objekt-ID: 17576                                                   | Groß-Reipersdorf 42, gegenüber Standort KG: Großreipersdorf | Neoromanischer frühhistoristischer Bau aus dem Jahre 1856 mit Westturm. Schlichte Fassadengliederung durch Pilaster, gekuppelte Rundbogenfenster. Turm mit Rosettenfenster oberhalb des Portals, Oculi unterhalb des Schallgeschoßes und Zwiebelhelm. | BDA-Hist.: Q37860479 Status: § 2a Stand der BDA-Liste: 2025-06-30 Name: Ortskapelle GstNr.: 18 Großreipersdorf Kapelle                                                                    |
| ja   | Datei hochladen | Bildstock HERIS-ID: 21260 Objekt-ID: 17578 marterl.at: 11592                                   | Standort KG: Großreipersdorf                                | Spätgotischer Bildstock aus der Zeit um 1500. Ein abgefaster Pfeiler mit Eckdiensten trägt eine vorkragende Platte mit einem dreiseitig geöffneten Tabernakel. Der Tabernakel ist kreuzgratgewölbt und wird von einem Spitzhelm bekrönt, der reichlich mit Astwerk, Tiermasken und Krabben dekoriert ist. | BDA-Hist.: Q37860480 Status: § 2a Stand der BDA-Liste: 2025-06-30 Name: Bildstock GstNr.: 1919/2 Bildstock GstNr 1919 2                                                                   |
| ja   | Datei hochladen | Bildstock HERIS-ID: 21272 Objekt-ID: 17590                                                     | Standort KG: Großreipersdorf                                | Pfeilerbildstock aus dem Jahre 1698. Abgefaster Pfeiler mit Stifterinschrift, reliefierter Quaderaufsatz mit Steinkreuzbekrönung. | BDA-Hist.: Q37860623 Status: § 2a Stand der BDA-Liste: 2025-06-30 Name: Bildstock GstNr.: 2054/1 Bildstock GstNr 2054 1                                                                   |
| ja   | Datei hochladen | Mariensäule HERIS-ID: 21250 Objekt-ID: 17568 marterl.at: 14341                                 | Standort KG: Leodagger                                      | Säule mit Weinrankenmotiv und Marienstatue über reliefiertem Sockel. | BDA-Hist.: Q37860405 Status: § 2a Stand der BDA-Liste: 2025-06-30 Name: Mariensäule GstNr.: 1009 Leodagger Mariensäule                                                                    |
| ja   | Datei hochladen | Bildstock HERIS-ID: 21251 Objekt-ID: 17569 marterl.at: 14403                                   | Standort KG: Leodagger                                      | Der reliefierte Pfeiler mit reliefiertem Quaderaufsatz und Steinkreuz stammt aus der Mitte des 18. Jahrhunderts. | BDA-Hist.: Q37860419 Status: § 2a Stand der BDA-Liste: 2025-06-30 Name: Bildstock GstNr.: 1009 Leodagger Bildstock 2 GstNr 1009                                                           |
| ja   | Datei hochladen | Bildstock HERIS-ID: 21252 Objekt-ID: 17570 marterl.at: 14402                                   | Standort KG: Leodagger                                      | Abgefaster Pfeiler mit Quaderaufsatz und bekrönendem Steinkreuz aus dem Jahre 1623. Im Quader Reliefs Kreuzigung, Mater Dolorosa und weibliche Heilige. | BDA-Hist.: Q37860439 Status: § 2a Stand der BDA-Liste: 2025-06-30 Name: Bildstock GstNr.: 1001 Leodagger Bildstock GstNr 1001                                                             |
| ja   | Datei hochladen | Ortskapelle heiliger Martin HERIS-ID: 21256 Objekt-ID: 17574                                   | Leodagger 32, neben Standort KG: Leodagger                  | Vermutlich über spätmittelalterlichem Kern wurde vor 1820 der schlichte Saalbau mit Dachreiter und Rundapsis errichtet. Fassade durch Rundbogenfenster und Putzbänder gegliedert. | BDA-Hist.: Q37860466 Status: § 2a Stand der BDA-Liste: 2025-06-30 Name: Ortskapelle heiliger Martin GstNr.: 52 Ortskapelle Leodagger                                                      |
| ja   | Datei hochladen | Ortskapelle HERIS-ID: 21265 Objekt-ID: 17583                                                   | Passendorf 12, gegenüber Standort KG: Passendorf            | Einfacher Bau aus der Zeit um 1800 mit Giebelreiter mit hohem Zwiebelhelm aus dem Jahre 1869. Schlichte Fassade mit Rundbogenfenster und gekehltem Traufgesims, Statuennische über dem Portal. Fenster, Portal und Statuennische putzbandgerahmt. Kleiner marmorierter neobarocker Altar. | BDA-Hist.: Q37860500 Status: § 2a Stand der BDA-Liste: 2025-06-30 Name: Ortskapelle GstNr.: 287/4 Passendorf Ortskapelle                                                                  |
| ja   | Datei hochladen | Figur, Chronosfragment HERIS-ID: 5410 Objekt-ID: 1276                                          | Bahnstraße 4 Standort KG: Pulkau                            | Fragment einer Chronosfigur aus dem Jahre 1590. | BDA-Hist.: Q37816259 Status: § 2a Stand der BDA-Liste: 2025-06-30 Name: Figur, Chronosfragment GstNr.: 8/3 Pulkau Chronosfragment                                                         |
| ja   | Datei hochladen | Amtsgebäude, ehemaliger Schüttkasten des Stiftshofes HERIS-ID: 23859 Objekt-ID: 20227          | Bahnstraße 4 Standort KG: Pulkau                            | Schüttkasten aus dem 17. Jahrhundert, der im letzten Viertel des 19. Jahrhunderts zu einem Amtsgebäude umgestaltet wurde. | BDA-Hist.: Q37879669 Status: § 2a Stand der BDA-Liste: 2025-06-30 Name: Amtsgebäude, ehemaliger Schüttkasten des Stiftshofes GstNr.: 8/3 Amtsgebäude Pulkau                               |
| ja   | Datei hochladen | Ehemaliges Ackerbürgerhaus HERIS-ID: 108802 Objekt-ID: 126331                                  | Brückenplatz 1 Standort KG: Pulkau                          | Eingeschoßiges Gebäude mit putzgerahmten Fenstern und Segmentbogenportal. Im Bereich des Portals Fassade durch Putzquaderung gegliedert. Anmerkung: Das Gebäude wurde zusammen mit dem Nachbarhaus (vormals Brückenplatz 2) zu einer modernen Wohnhausanlage mit Supermarkt umgestaltet. | BDA-Hist.: Q37813502 Status: Bescheid Stand der BDA-Liste: 2025-06-30 Name: Ackerbürgerhaus GstNr.: 420 Brückenplatz 1, Pulkau                                                            |
| ja   | Datei hochladen | Wohnhaus HERIS-ID: 108801 Objekt-ID: 126330                                                    | Brückenplatz 1 Standort KG: Pulkau                          | Zweigeschoßiges sechsachsiges Gebäude. Fassade leicht risaltierend, im Erdgeschoß putzschnittgegliederte Fassade, Rechteckportal und Fenster putzfaschengerahnmt. Im Obergeschoß Fenster mit Sohlbänken und Verdachungen. Gekehltes Traufgesims. Anmerkung: Das Gebäude (ehemals Brückenplatz 2) wurde zusammen mit dem Nachbarhaus (Brückenplatz 1) zu einer modernen Wohnhausanlage mit Supermarkt umgestaltet. Die gesamte Wohnhausanlage besitzt heute die einheitliche Hausnummer 1.                               | BDA-Hist.: Q37813482 Status: Bescheid Stand der BDA-Liste: 2025-06-30 Name: Wohnhaus GstNr.: 421 Brückenplatz 2, Pulkau                                                                   |
| ja   | Datei hochladen | 4 barocke Steinplastiken HERIS-ID: 5402 Objekt-ID: 1268                                        | Bründlstraße 26 Standort KG: Pulkau                         | Barocke Brunnenfiguren aus dem ehemaligen Lesehof von Stift Geras die 4 Jahreszeiten darstellend. | BDA-Hist.: Q37814393 Status: Bescheid Stand der BDA-Liste: 2025-06-30 Name: 4 barocke Steinplastiken GstNr.: 358/1 Pulkau Steinplastiken                                                  |
| ja   | Datei hochladen | ehemalige Margarethenkapelle des Lesehofs von Stift Geras HERIS-ID: 5404 Objekt-ID: 1270       | Bründlstraße 31 Standort KG: Pulkau                         | Im Jahre 1782 wurde die ehemalige Margarethenkapelle des Lesehofs von Stift Geras profaniert. Zweigeschoßiges Gebäude mit Pultdach und schlichter Putzfeldgliederung. Rechteckportal aus der Zeit um 1600 mit Pultverdachung und Schneckenband im Sturzfeld. | BDA-Hist.: Q37814667 Status: § 57-Mandatsbescheid Stand der BDA-Liste: 2025-06-30 Name: ehemalige Margarethenkapelle des Lesehofs von Stift Geras GstNr.: 381 Margarethenkapelle (Pulkau) |
| ja   | Datei hochladen | Roter Hof HERIS-ID: 23855 Objekt-ID: 20223                                                     | Eggenburger Gasse 18 Standort KG: Pulkau                    | Zweigeschoßiger repräsentativer Renaissancebau aus dem späten 16. Jahrhundert mit barocken Veränderungen des 17. und 18. Jahrhunderts. Gequadertes Erdgeschoß, Pilaster- und Putzfeldgliederung im Obergeschoß. Fenster mit gekehlten Sohlbänken und profilierten Verdachungen. Satteldach mit Volutengiebeln bekrönt von Aufsätzen in Tabernakelform. Seitliches Rundbogenportal mit Volutenkeilstein, darüber trapezförmiger Giebel von Pfeilern flankiert.                                                           | BDA-Hist.: Q37879589 Status: Bescheid Stand der BDA-Liste: 2025-06-30 Name: Roter Hof GstNr.: 427 Roter Hof (Pulkau)                                                                      |
| ja   | Datei hochladen | Grabdenkmal, Steinkreuze HERIS-ID: 23864 Objekt-ID: 20232                                      | am Friedhof Standort KG: Pulkau                             | Zahlreiche Grabdenkmale / Epitaphe an der Kirchenmauer, im Bild monumentale Kreuzigungsgruppe bestehend aus 3 Kreuzen. Mittlere Gruppe aus dem 1. Viertel des 18. Jahrhunderts mit Maria und Johannes unter dem Kreuz flankiert von Kreuzen mit den beiden Schächern. | BDA-Hist.: Q37879738 Status: § 2a Stand der BDA-Liste: 2025-06-30 Name: Grabdenkmal, Steinkreuze GstNr.: 129/1                                                                            |
| ja   | Datei hochladen | Steinkreuze HERIS-ID: 23867 Objekt-ID: 20235                                                   | Friedhof Standort KG: Pulkau                                | Neben Grabdenkmalen / Epitaphen gibt es auch alte Steinkreuze auf dem Friedhof von Pulkau. | BDA-Hist.: Q37879753 Status: § 2a Stand der BDA-Liste: 2025-06-30 Name: Steinkreuze GstNr.: 129/1                                                                                         |
| ja   | Datei hochladen | Bürgerhaus HERIS-ID: 23875 Objekt-ID: 20243                                                    | Hauptplatz 11 Standort KG: Pulkau                           | Siebenachsiges zweigeschoßiges Wohn- und Geschäftshaus mit Walmdach und durch Putzbänder gegliederter Fassade. | BDA-Hist.: Q37879840 Status: Bescheid Stand der BDA-Liste: 2025-06-30 Name: Bürgerhaus GstNr.: 23 Hauptplatz 11 (Pulkau)                                                                  |
| ja   | Datei hochladen | Wohnhaus HERIS-ID: 5419 Objekt-ID: 1285                                                        | Hauptplatz 3 Standort KG: Pulkau                            | Vierachsiges zweigeschoßiges Gebäude mit Fenstersohlbänken und Verdachungen im Obergeschoß. | BDA-Hist.: Q37820700 Status: Bescheid Stand der BDA-Liste: 2025-06-30 Name: Wohnhaus GstNr.: 241 Hauptplatz 3 (Pulkau)                                                                    |
| ja   | Datei hochladen | Wohnhaus HERIS-ID: 5418 Objekt-ID: 1284                                                        | Hauptplatz 4 Standort KG: Pulkau                            | Im Kern aus dem 16./17. Jahrhundert stammendes Gebäude mit schlichter Fassade aus dem 18. Jahrhundert. Über dem abgefasten Rundbogenportal eine Figurennische. | BDA-Hist.: Q37820175 Status: Bescheid Stand der BDA-Liste: 2025-06-30 Name: Wohnhaus GstNr.: 239, 240 Hauptplatz 4 (Pulkau)                                                               |
| ja   | Datei hochladen | Wohnhaus, Alte Post HERIS-ID: 5417 Objekt-ID: 1283                                             | Hauptplatz 5 Standort KG: Pulkau                            | Im Kern aus dem 16./17. Jahrhundert stammend wurde die Fassade im Jahre 1830 mit Kordonband und Lisenen biedermeierlich gegliedert. Da das Gebäude von der Straße nicht zugänglich ist, wird es im Volksmund Ohne Tür und Tor genannt. | BDA-Hist.: Q37819692 Status: Bescheid Stand der BDA-Liste: 2025-06-30 Name: Wohnhaus, Alte Post GstNr.: 237/1, 238 Hauptplatz 5 (Pulkau)                                                  |
| ja   | Datei hochladen | Wohnhaus HERIS-ID: 5415 Objekt-ID: 1281                                                        | Hauptplatz 7 Standort KG: Pulkau                            | Zweigeschoßiges siebenachsiges traufständiges Gebäude mit Satteldach und Rundbogenportal. Fundament und Rahmung des Portals aus steinsichtigem Bruchsteinmauerwerk. Fassadengliederung durch gekehltes Gesims zwischen den Geschoßen, einfache Steingewändefenster, Eckquaderung im Obergeschoß und gekehltes Traufgesims. | BDA-Hist.: Q37818747 Status: Bescheid Stand der BDA-Liste: 2025-06-30 Name: Wohnhaus GstNr.: 232 Hauptplatz 7 (Pulkau)                                                                    |
| ja   | Datei hochladen | Werkstättengebäude der Hafnerei Hehl samt Inventar HERIS-ID: 111757 Objekt-ID: 129766seit 2012 | Hauptplatz 13 Standort KG: Pulkau                           | | BDA-Hist.: Q37826458 Status: Bescheid Stand der BDA-Liste: 2025-06-30 Name: Werkstättengebäude der Hafnerei Hehl samt Inventar GstNr.: 18/1 Hauptplatz 13 (Pulkau)                        |
| ja   | Datei hochladen | Ehemaliges Gasthaus „Zum Schwarzen Adler“ HERIS-ID: 13893 Objekt-ID: 10109                     | Hauptstraße 5 Standort KG: Pulkau                           | Traufständiges zweigeschoßiges Gebäude mit Satteldach aus dem 18. Jahrhundert und schlichter Fassadierung aus dem 19. Jahrhundert. Großes rechteckiges Einfahrtstor und seitliche ebenfalls quadratische Mannpforte. | BDA-Hist.: Q37716878 Status: § 2a Stand der BDA-Liste: 2025-06-30 Name: Gasthaus Zum Schwarzen Adler GstNr.: 225 Hauptstraße 5 (Pulkau)                                                   |
| ja   | Datei hochladen | Wohnhaus HERIS-ID: 23871 Objekt-ID: 20239                                                      | Kirchengasse 1 Standort KG: Pulkau                          | Zweigeschoßiges traufständiges Gebäude, im Kern aus dem 16. Jahrhundert. Steingewändefenster mit gekehlten Sohlbänken, im Obergeschoß zusätzlich mit profilierten Verdachungen. Pilastergegliederte Fassade aus dem 2. Viertel des 18. Jahrhunderts. | BDA-Hist.: Q37879812 Status: Bescheid Stand der BDA-Liste: 2025-06-30 Name: Wohnhaus GstNr.: 262 Kirchengasse 1 (Pulkau)                                                                  |
| ja   | Datei hochladen | Wohn- und Geschäftshaus, Schottenhof HERIS-ID: 5395 Objekt-ID: 1261                            | Rathausgasse 1 Standort KG: Pulkau                          | Zweigeschoßiger Eckbau mit einfacher Fassade und rundem Eckerker auf buckeligen reliefierten Konsolen im Kern aus dem 16./17. Jahrhundert. Putzbandgegliederte Fassade und Steingewändefenster. | BDA-Hist.: Q37813179 Status: Bescheid Stand der BDA-Liste: 2025-06-30 Name: Wohn- und Geschäftshaus, Schottenhof GstNr.: 256/1, 256/2 Rathausgasse 1 (Pulkau)                             |
| ja   | Datei hochladen | Wohn- und Geschäftshaus HERIS-ID: 23876 Objekt-ID: 20244                                       | Rathausgasse 2 Standort KG: Pulkau                          | Traufständiger zweigeschoßiger Bau mit leicht risaltierender Fassade im Erdgeschoß und neobarocker Fassade im Obergeschoß aus dem Jahre 1892. | BDA-Hist.: Q37879862 Status: Bescheid Stand der BDA-Liste: 2025-06-30 Name: Wohn- und Geschäftshaus GstNr.: 7 Rathausgasse 2 (Pulkau)                                                     |
| ja   | Datei hochladen | Ehem. St. Pöltner Stiftshof HERIS-ID: 5409 Objekt-ID: 1275                                     | Rathausgasse 4 Standort KG: Pulkau                          | Das repräsentative zweigeschoßige Gebäude mit Satteldach wurde nach einem Brand im Jahre 1709 über einem Kernbau aus dem 16./17. Jahrhundert errichtet. Die barocke Fassadengliederung mit Lisenen und Putzquadern wird Jakob Prandtauer zugeschrieben. Der Sankt Pöltner Stiftshof gehörte von 1322 bis 1785 dem Augustiner Chorherrenstift St. Pölten an. | BDA-Hist.: Q2120752 Status: § 2a Stand der BDA-Liste: 2025-06-30 Name: Ehem. St. Pöltner Stiftshof GstNr.: 8/1 Pöltingerhof, Pulkau                                                       |
| ja   | Datei hochladen | Rathaus HERIS-ID: 5387 Objekt-ID: 1253                                                         | Rathausplatz 1 Standort KG: Pulkau                          | Der zweigeschoßige Bau mit Mittelturm vor einer durch Lisenen gegliederten Doppelfassade mit geschweiften Giebeln wurde 1659 erbaut. | BDA-Hist.: Q2132477 Status: § 2a Stand der BDA-Liste: 2025-06-30 Name: Rathaus GstNr.: 257 Rathaus Pulkau                                                                                 |
| ja   | Datei hochladen | ehemalige Wirtschaftsgebäude des Pfarrhofes HERIS-ID: 21517 Objekt-ID: 17837                   | Schottengasse 5 Standort KG: Pulkau                         | Traufständiges Gebäude ohne Fassadengliederung mit zentraler Segmentbogeneinfahrt und rechtsseitigem Segmentbogenportal, darüber quadratische Fensteröffnung. | BDA-Hist.: Q37863209 Status: Bescheid Stand der BDA-Liste: 2025-06-30 Name: ehemalige Wirtschaftsgebäude des Pfarrhofes GstNr.: 134/2                                                     |
| ja   | Datei hochladen | Pfarrhof HERIS-ID: 23868 Objekt-ID: 20236                                                      | Schottengasse 7 Standort KG: Pulkau                         | Über einem Kernbau aus dem 16./17. Jahrhundert wurde nach einem Brand im Jahre 1709 der repräsentative zweigeschoßige Bau mit Walmdach errichtet. Die barocke Fassadengliederung mit Doppellisenen und Putzquaderung wird Jakob Prandtauer zugeschrieben. | BDA-Hist.: Q37879772 Status: § 2a Stand der BDA-Liste: 2025-06-30 Name: Pfarrhof GstNr.: 133, 134/1 Pfarrhof Pulkau                                                                       |
| ja   | Datei hochladen | Figur heiliger Johannes Nepomuk HERIS-ID: 21266 Objekt-ID: 17584 marterl.at: 14328             | Standort KG: Pulkau                                         | Auf einem sich nach oben verjüngenden Sockel steht die Figur des hl. Johannes Nepomuk an der Straße von Pulkau nach Weitersfeld auf dem Haidberg. | BDA-Hist.: Q37860524 Status: § 2a Stand der BDA-Liste: 2025-06-30 Name: Figur heiliger Johannes Nepomuk GstNr.: 5944 Pulkau Statue Johannes Nepomuk (Haidberg)                            |
| ja   | Datei hochladen | Bildstock, Maria Regina HERIS-ID: 21278 Objekt-ID: 17596                                       | Standort KG: Pulkau                                         | An der Straße von Pulkau nach Röschitz steht ein prismatischer reliefierter Pfeiler mit einem von 4 Metallsäulen getragenen steinernen Dach und krönendem Steinkreuz. Unter dem Steindach die Figur der Maria Regina. | BDA-Hist.: Q37860731 Status: § 2a Stand der BDA-Liste: 2025-06-30 Name: Bildstock, Maria Regina GstNr.: 6311 Pulkau Manderlmarterl                                                        |
| ja   | Datei hochladen | Figur heiliger Johannes Nepomuk HERIS-ID: 23849 Objekt-ID: 20217 marterl.at: 14397             | Standort KG: Pulkau                                         | Mit 1732 ist die auf einem Sockel mit von Putten gehaltener Rankenkartusche stehende Figur des Johannes Nepomuk bezeichnet. Sie steht bei der Eggenburgerbrücke über die Pulkau. | BDA-Hist.: Q1697114 Status: § 2a Stand der BDA-Liste: 2025-06-30 Name: Figur heiliger Johannes Nepomuk GstNr.: 5492/1 Pulkau Statue Johannes Nepomuk (Eggenburger Brücke)                 |
| ja   | Datei hochladen | Pfeiler des ehemaligen Markttores HERIS-ID: 23851 Objekt-ID: 20219                             | Landstraße 1, bei Standort KG: Pulkau                       | Gedrungene prismatische Pfeiler mit bekrönenden Steinvasen. | BDA-Hist.: Q37879563 Status: § 2a Stand der BDA-Liste: 2025-06-30 Name: Pfeiler des ehem, Markttores GstNr.: 5604/1 Pulkau ehem. Markttor                                                 |
| ja   | Datei hochladen | Büste Kaiser Franz Josef HERIS-ID: 23854 Objekt-ID: 20222 marterl.at: 11404                    | Standort KG: Pulkau                                         | Zum 50-jährigen Regierungsjubiläum des Kaisers wurde die Büste Kaiser Franz Joseph I. im Jahre 1898 geschaffen. | BDA-Hist.: Q1721513 Status: § 2a Stand der BDA-Liste: 2025-06-30 Name: Büste Kaiser Franz Josef GstNr.: 5485/1 Pulkau Büste Kaiser Franz Joseph I.                                        |
| ja   | Datei hochladen | Bildstock, Rieck-Marterl HERIS-ID: 23856 Objekt-ID: 20224                                      | Hauptstraße Standort KG: Pulkau                             | Abgefaster Pfeiler mit Quaderaufsatz und bekrönendem Steinkreuz aus der 1. Hälfte des 17. Jahrhunderts. | BDA-Hist.: Q37879613 Status: § 2a Stand der BDA-Liste: 2025-06-30 Name: Bildstock, Rieck-Marterl GstNr.: 5504/4 Pulkau Rieck-Marterl                                                      |
| ja   | Datei hochladen | Bildstock HERIS-ID: 23857 Objekt-ID: 20225                                                     | Standort KG: Pulkau                                         | Volutensockel mit reliefiertem sich nach oben verjüngendem Pfeiler mit quadratischem Querschnitt und krönendem Ankerkreuz. | BDA-Hist.: Q37879633 Status: § 2a Stand der BDA-Liste: 2025-06-30 Name: Bildstock GstNr.: 5495 Pulkau Grabsteinkreuzmarterl                                                               |
| ja   | Datei hochladen | Reste eines Tores HERIS-ID: 23858 Objekt-ID: 20226                                             | Hauptstraße 22 Standort KG: Pulkau                          | | BDA-Hist.: Q37879651 Status: § 2a Stand der BDA-Liste: 2025-06-30 Name: Reste eines Tores GstNr.: 5604/1                                                                                  |
| ja   | Datei hochladen | Mariensäule HERIS-ID: 23860 Objekt-ID: 20228                                                   | Brückenplatz 1, bei Standort KG: Pulkau                     | Über einem Sockel mit Inschrift erhebt sich die schlanke Säule mit der Figur der Maria Immaculata aus dem Jahre 1695, die im Jahre 1832 an den heutigen Standort übertragen wurde. | BDA-Hist.: Q37879688 Status: § 2a Stand der BDA-Liste: 2025-06-30 Name: Mariensäule GstNr.: 5492/1 Mariensäule (Pulkau, Eggenburger Gasse)                                                |
| ja   | Datei hochladen | Bildstock HERIS-ID: 23862 Objekt-ID: 20230                                                     | Standort KG: Pulkau                                         | Säule mit Volutenkapitell, Quaderaufsatz und bekrönendem Steinkreuz aus dem Jahre 1687. Im Quader ein Relief Ölberg. | BDA-Hist.: Q37879707 Status: § 2a Stand der BDA-Liste: 2025-06-30 Name: Bildstock GstNr.: 88/10                                                                                           |
| ja   | Datei hochladen | Figur heiliger Johannes Nepomuk HERIS-ID: 23863 Objekt-ID: 20231 marterl.at: 11123             | Standort KG: Pulkau                                         | Beim Friedhof von Pulkau steht auf einem wuchtigen Postament die Figur des hl. Johannes Nepomuk. | BDA-Hist.: Q37879721 Status: § 2a Stand der BDA-Liste: 2025-06-30 Name: Figur heiliger Johannes Nepomuk GstNr.: 5511/2 Pulkau Statue Johannes Nepomuk (Letzing bei Sankt Michael)         |
| ja   | Datei hochladen | katholische Pfarrkirche heiliger Michael HERIS-ID: 23869 Objekt-ID: 20237                      | Schottengasse 5, gegenüber Standort KG: Pulkau              | Durch gotische Zubauten um 1300 wurde eine im Kern romanische Chorturmkirche aus dem 12. Jahrhundert zur heutigen basilikalen Anlage erweitert. Nach teilweiser Zerstörung im Jahre 1645 wurde die Kirche in der 2. Hälfte des 17. Jahrhunderts barockisiert. | BDA-Hist.: Q37879787 Status: § 2a Stand der BDA-Liste: 2025-06-30 Name: katholische Pfarrkirche heiliger Michael GstNr.: 130 Pfarrkirche Pulkau                                           |
| ja   | Datei hochladen | Karner, heiliger Bartolomäus HERIS-ID: 23870 Objekt-ID: 20238                                  | Standort KG: Pulkau                                         | Turmartiger gedrungener Bau mit Halbkreisapsis und hohem Pyramidendach aus der Mitte des 13. Jahrhunderts. Steinsichtiges Quadermauerwerk mit hohen dreifachen Wanddiensten. Zweigeschoßig gegliedert, der zwölfseitige Aufbau mit Wasserspeiern und steilen von Figuren bekrönten Dreiecksgiebeln. Gotisches spitzbogiges Maßwerkfenster in der Apsis, rundbogiges romanisches Stufenportal aus dem 1. Drittel des 13. Jahrhunderts. Bogen des Portals von Zackenfries umzogen, die Säulenpaare mit Knospenkapitellen. | BDA-Hist.: Q37879794 Status: § 2a Stand der BDA-Liste: 2025-06-30 Name: Karner, heiliger Bartolomäus GstNr.: 129/2 Karner Pulkau                                                          |
| ja   | Datei hochladen | Bildstock, Veronikamarterl HERIS-ID: 23874 Objekt-ID: 20242                                    | Standort KG: Pulkau                                         | Abgefaster Pfeiler mit reliefiertem Quaderaufsatz und krönendem Ankerkreuz aus dem Jahre 1623. Der Pfeiler steht an der Straße von Pulkau nach Leodagger. | BDA-Hist.: Q1758114 Status: § 2a Stand der BDA-Liste: 2025-06-30 Name: Bildstock GstNr.: 5511/4 Pulkau Veronika-Marterl                                                                   |
| ja   | Datei hochladen | Bildstock, Gerichtsmarterl HERIS-ID: 13900 Objekt-ID: 10116                                    | Standort KG: Pulkau                                         | Abgefaster teilweise reliefierter Pfeiler mit Quaderaufsatz aus dem Ende des 16. Jahrhunderts. Im Quader Relief Kreuzigung und weitere Reliefs. | BDA-Hist.: Q1513571 Status: § 2a Stand der BDA-Liste: 2025-06-30 Name: Bildstock, Gerichts-Marterl GstNr.: 5907 Pulkau Gerichtsmarterl                                                    |
| ja   | Datei hochladen | Bildstock, Kühberg-Marterl HERIS-ID: 13901 Objekt-ID: 10117                                    | Standort KG: Pulkau                                         | Abgefaster Pfeiler mit Quaderaufsatz zwischen profilierten Platten und krönendem Kleeblattkreuz. | BDA-Hist.: Q37717239 Status: § 2a Stand der BDA-Liste: 2025-06-30 Name: Bildstock, Kühberg-Marterl GstNr.: 5886 Kühbergmarterl                                                            |
| ja   | Datei hochladen | Bildstock, Marktpfeiler HERIS-ID: 13902 Objekt-ID: 10118 marterl.at: 14357                     | Standort KG: Pulkau                                         | Abgefaster Pfeiler mit Quaderaufsatz zwischen profilierten Platten und Steinkreuzbekrönung aus der 1. Hälfte des 17. Jahrhunderts. Im Quader ein Relief Kreuzigung. | BDA-Hist.: Q37717321 Status: § 2a Stand der BDA-Liste: 2025-06-30 Name: Bildstock, Marktpfeiler GstNr.: 5536/1 Pulkau Marktpfeiler                                                        |
| ja   | Datei hochladen | Bildstock HERIS-ID: 13903 Objekt-ID: 10119                                                     | Standort KG: Pulkau                                         | Abgefaster Pfeiler mit reliefiertem Quaderaufsatz zwischen profilierten Platten und Steinkreuzbekrönung. | BDA-Hist.: Q37717440 Status: § 2a Stand der BDA-Liste: 2025-06-30 Name: Bildstock GstNr.: 88/1 Pulkau Pulkau Bildstock GstNr 88 1                                                         |
| ja   | Datei hochladen | Bildstock, Veits-Marterl HERIS-ID: 13904 Objekt-ID: 10120                                      | Standort KG: Pulkau                                         | Das dem heiligen Vitus geweihte Veits-Marterl besteht aus einem Tabernakel, der auf einer runden Steinsäule aufsitzt. An der Unterseite des Tabernakels befinden sich weintraubenartige Verzierungen und unterhalb des der Straße zugewandten Bildes war eine Tafel mit einer Inschrift bezeichnet 1716 (heute erneuert). | BDA-Hist.: Q2512138 Status: § 2a Stand der BDA-Liste: 2025-06-30 Name: Bildstock, Veits-Marterl GstNr.: 5564 Pulkau Veits-Marterl                                                         |
| ja   | Datei hochladen | Mariensäule Maria Immaculata HERIS-ID: 13905 Objekt-ID: 10121                                  | bei Mühlgasse 9 Standort KG: Pulkau                         | Statue der Maria Immaculata auf Säule mit Volutenkapitell aus dem Jahre 1782. | BDA-Hist.: Q37717545 Status: § 2a Stand der BDA-Liste: 2025-06-30 Name: Mariensäule Maria Immaculata GstNr.: 5490 Mariensäule (Pulkau, Mühlengasse)                                       |
| ja   | Datei hochladen | Kapelle Maria Bründl HERIS-ID: 13909 Objekt-ID: 10125 marterl.at: 11963                        | Bründltal 3, in der Nähe Standort KG: Pulkau                | Bereits 1702 ist an dieser Stelle eine Kapelle urkundlich erwähnt. Der heutige zweijochige dreiseitig geschlossene barocke Bau mit Dachreiter stammt aus dem Jahr 1724. In einer Rundbogennische über dem Eingang steht eine polychrome Figurengruppe, die die Begegnung an der Goldenen Pforte darstellt und aus dem ersten Drittel des 18. Jahrhunderts stammt. Auf dem Altar der Kapelle befindet sich das Gnadenbild.                                                                                               | BDA-Hist.: Q2117838 Status: § 2a Stand der BDA-Liste: 2025-06-30 Name: Kapelle Maria Bründl GstNr.: 4493 Pulkauer Bründl                                                                  |
| ja   | Datei hochladen | Dreifaltigkeitssäule HERIS-ID: 13892 Objekt-ID: 10108                                          | Hauptplatz 5, vor Standort KG: Pulkau                       | Figurengruppe Hl. Dreifaltigkeit auf Säule mit Putten und Wolkengirlanden über einem Volutenpodest aus dem Jahre 1778 umgeben von Assistenzfiguren aus dem Jahre 1723. | BDA-Hist.: Q37716832 Status: § 2a Stand der BDA-Liste: 2025-06-30 Name: Dreifaltigkeitssäule GstNr.: 5478/1 Dreifaltigkeitssäule Pulkau                                                   |
| ja   | Datei hochladen | Kath. Filialkirche Hl. Blut HERIS-ID: 5396 Objekt-ID: 1262                                     | Schottengasse 3, neben Standort KG: Pulkau                  | Unvollendete spätgotische Kirche aus dem 14. Jahrhundert, deren Bau in der 1. Hälfte des 15. Jahrhunderts unvollendet abgeschlossen wurde. | BDA-Hist.: Q37813257 Status: § 2a Stand der BDA-Liste: 2025-06-30 Name: Kath. Filialkirche Hl. Blut GstNr.: 260 Filialkirche Pulkau                                                       |
| ja   | Datei hochladen | Pranger HERIS-ID: 5407 Objekt-ID: 1273 marterl.at: 11473                                       | am Rathausplatz Standort KG: Pulkau                         | Säule mit einer Rolandfigur aus dem 16. Jahrhundert. | BDA-Hist.: Q37815360 Status: § 2a Stand der BDA-Liste: 2025-06-30 Name: Pranger GstNr.: 5478/1 Pulkau Pranger                                                                             |
| ja   | Datei hochladen | ehemaliger Zwettlerhof HERIS-ID: 21268 Objekt-ID: 17586                                        | Rafing 42-48 Standort KG: Rafing                            | Zweigeschoßige hakenförmige Anlage, teilweise mit Fenstereinfassungen des 17. Jahrhunderts. Westtrakt renoviert und bewohnt, Nordtrakt ungenutzt. | BDA-Hist.: Q37860539 Status: § 57-Mandatsbescheid Stand der BDA-Liste: 2025-06-30 Name: ehemaliger Zwettlerhof GstNr.: 139, 162, 137, 165, 163, 158, 138 Zwettlerhof Rafing               |
| ja   | Datei hochladen | ehemalige Johanneskapelle des Zwettlerhofes HERIS-ID: 29643 Objekt-ID: 26297                   | Rafing 49 Standort KG: Rafing                               | Gotische Kapelle, im Jahre 1789 aufgelassen, weitgehend umgebaut und für profane Zwecke genutzt, seit 1973 in Restaurierung durch den Bildhauer Josef Schagerl | BDA-Hist.: Q37927627 Status: Bescheid Stand der BDA-Liste: 2025-06-30 Name: ehemalige Johanneskapelle des Zwettlerhofes GstNr.: 128 Zwettlerhof Rafing                                    |
| ja   | Datei hochladen | Bildstock HERIS-ID: 21273 Objekt-ID: 17591                                                     | Standort KG: Rafing                                         | Abgefaster Pfeiler mit reliefiertem Quaderaufsatz und Pyramidendach aus dem Jahre 1652. | BDA-Hist.: Q37860643 Status: § 2a Stand der BDA-Liste: 2025-06-30 Name: Bildstock GstNr.: 278                                                                                             |
| ja   | Datei hochladen | Tabernakelpfeiler HERIS-ID: 21274 Objekt-ID: 17592                                             | Standort KG: Rafing                                         | Vermutlich aus dem 16. Jahrhundert stammt der dreiseitig geöffnete Tabernakel mit beschädigter Bekrönung auf einem Achteckpfeiler. | BDA-Hist.: Q37860658 Status: § 2a Stand der BDA-Liste: 2025-06-30 Name: Tabernakelpfeiler GstNr.: 152                                                                                     |
| ja   | Datei hochladen | Bildstock HERIS-ID: 21275 Objekt-ID: 17593                                                     | Rafing 18 Standort KG: Rafing                               | Breitpfeiler mit Rundnische aus der 1. Hälfte des 18. Jahrhunderts. In der Nische Madonna mit Kind. | BDA-Hist.: Q37860671 Status: § 2a Stand der BDA-Liste: 2025-06-30 Name: Bildstock GstNr.: 29/1 Rafing Breitpfeiler                                                                        |
| ja   | Datei hochladen | Ortskapelle heiliger Johannes der Täufer HERIS-ID: 21269 Objekt-ID: 17587                      | Rafing 64, bei Standort KG: Rafing                          | Schlichter Bau mit Rundschluß und Dachreiter mit Glockenhelm aus der Mitte des 19. Jahrhunderts. Patriarchenkreuze an der Turmspitze und am Giebel. Altarbild Taufe Christi flankiert von zwei Engelsfiguren. | BDA-Hist.: Q37860557 Status: § 2a Stand der BDA-Liste: 2025-06-30 Name: Ortskapelle heiliger Johannes der Täufer GstNr.: 195 Ortskapelle Rafing                                           |
| ja   | Datei hochladen | Bildstock HERIS-ID: 21270 Objekt-ID: 17588                                                     | Standort KG: Rafing                                         | Der abgefaste Pfeiler mit reliefiertem Quaderaufsatz und Steinkreuz ist mit 1696 bezeichnet. | BDA-Hist.: Q37860586 Status: § 2a Stand der BDA-Liste: 2025-06-30 Name: Bildstock GstNr.: 285 Bildstock Rafing id. 17588 (Gemeinde Pulkau)                                                |
| ja   | Datei hochladen | Bildstock HERIS-ID: 21271 Objekt-ID: 17589                                                     | Standort KG: Rafing                                         | Spätgotischer abgefaster Schaft mit Pyramidenhelm und Steinkreuzbekrönung auf profilierter Platte. Unterhalb der Platte auf dem Schaft ein neuzeitliches Relief Christuskopf mit Dornenkrone. | BDA-Hist.: Q37860609 Status: § 2a Stand der BDA-Liste: 2025-06-30 Name: Bildstock GstNr.: 281 Rafing Bildstock GstNr 281                                                                  |
| ja   | Datei hochladen | Bildstock HERIS-ID: 21276 Objekt-ID: 17594                                                     | Standort KG: Rohrendorf                                     | Abgefaster Pfeiler mit reliefiertem Quaderaufsatz und bekrönender Steinkreuzpyramide aus dem Jahre 1686. Im Quader Reliefs Kreuzigung, hl. Helena und Mater Dolorosa. | BDA-Hist.: Q37860698 Status: § 2a Stand der BDA-Liste: 2025-06-30 Name: Bildstock GstNr.: 1025 Rohrendorf Bildstock GstNr 1025                                                            |
| ja   | Datei hochladen | Bildstock, Pest-Marterl HERIS-ID: 21277 Objekt-ID: 17595 marterl.at: 14394                     | Standort KG: Rohrendorf                                     | Abgefaster Pfeiler mit reliefiertem Quaderaufsatz und Steinkreuzbekrönung aus dem Jahre 1681. Im Quader Reliefs Mater Dolorosa und der Heiligen Sebastian und Rochus. | BDA-Hist.: Q37860713 Status: § 2a Stand der BDA-Liste: 2025-06-30 Name: Bildstock, Pest-Marterl GstNr.: 1024/4 Pestmarterl Rohrendorf                                                     |
| ja   | Datei hochladen | Pietà HERIS-ID: 21280 Objekt-ID: 17598                                                         | Rohrendorf an der Pulkau 72, bei Standort KG: Rohrendorf    | Die Figurengruppe Pietà aus dem Jahre 1714 (restauriert 1978) steht auf einer reliefierten Säule mit Weinranken über einem prismatischen Sockel mit Inschrift. | BDA-Hist.: Q37860749 Status: § 2a Stand der BDA-Liste: 2025-06-30 Name: Pietà GstNr.: 345/11 Rohrendorf Pietá                                                                             |
| ja   | Datei hochladen | Ortskapelle HERIS-ID: 21281 Objekt-ID: 17599 marterl.at: 11538                                 | Rohrendorf an der Pulkau 2, bei Standort KG: Rohrendorf     | Kleiner barocker Bau mit Dachreiter aus dem Jahre 1723. Fassade durch Pilaster gegliedert, putzfaschengerahmte Rundbogenfenster, an der Westseite Volutengiebel. Dachreiter mit gekuppelten Rundbogenfenstern im Schallgeschoß und Glockenhelm. | BDA-Hist.: Q37860766 Status: § 2a Stand der BDA-Liste: 2025-06-30 Name: Ortskapelle GstNr.: 1 Ortskapelle Rohrendorf                                                                      |